# Sultan Han
Sultan Han es un gran caravasar selyúcida del siglo XIII ubicado en la localidad de Sultanhanı, en la provincia de Aksaray, Turquía. Es uno de los tres caravasares monumentales de los alrededores de Aksaray, ubicado a 40 kilómetros al oeste de esta ciudad en la carretera hacia Konya.

## Historia
Esta estructura fortificada fue construida en 1229, según consta en una inscripción, durante el reinado del sultán selyúcida Kaikubad I (r. 1220-1237), en la denominada Uzun Yolu, la "ruta larga", una ruta comercial que unía Konya con Aksaray y continuaba hacia Persia. Tras su destrucción parcial debido a un incendio, fue restaurado y ampliado en 1278 por el gobernador Seraceddin Ahmed Kerimeddin bin El Hasan, durante el reinado del sultán Kaikubad III.

## Descripción
Este caravasar es considero uno de los mejores ejemplos de arquitectura selyúcida en Turquía. Es el caravasar medieval más grande de Turquía con unos 4.900 metros cuadrados.
Se entra al khan (sinónimo de caravasar) por el este, a través de un iwán, una puerta de 13 metros de altura realizada en mármol. El arco apuntado que cierra la puerta está decorado con ménsulas de mocárabes y un trenzado de formas geométricas. Esta puerta principal lleva a un patio de 44 x 55 metros cuadrados que se usaba en verano. Al fondo de este patio también existe un arco con una decoración similar, con un nicho de mocárabes, dovelas irregulares y diseños geométricos entrelazados, que lleva a otro patio cubierto que era utilizado en invierno. La nave central de la sala cubierta presenta una bóveda de cañón con nervios transversales, con una pequeña torre en el centro de la bóveda. La cúpula cuenta con un óculo que proporciona ventilación e iluminación a la sala.
Una mezquita-quiosco de piedra cuadrada (köşk mescidi), el ejemplo más antiguo de Turquía, se encuentra en el centro del patio abierto. Una construcción de cuatro arcos abovedados de cañón tallados sostiene la mezquita en el segundo piso. La mezquita central, sostenida por arcos elegantemente tallados, contiene un mihrab profusamente ornamentado, que simboliza la guía espiritual de los visitantes (indicador de dirección de la quibla), y está iluminada por dos ventanas. En las arcadas a ambos lados del patio interior se ubicaban establos con alojamientos.

## Ruta de la Seda
Sultan Han estaba localizado estrategicamente en la Ruta de la Seda, en un intento del Imperio selyúcida de aumentar el comercio por Anatolia. Estos caravasares servían no solo para albergar paradas seguras para los comerciantes que llevaban mercancías entre Europa y Asia, sino como puntos de intercambio cultural. Refleja la austeridad arquitectónica típica de los selyúcidas con grandes bloques de piedra y una elaborada entrada que servían para asegurar y acomodar las caravanas y sus mercancías. Servicios como una mezquita, un baño árabe y un comedor satisfacían las necesidades de los viajeros. Pagados con donaciones pías, estos caravasares ofrecían comida gratis y alojamiento, enfatizando la grandeza de la hospitalidad selyúcida.